# Фекундитас на монетах

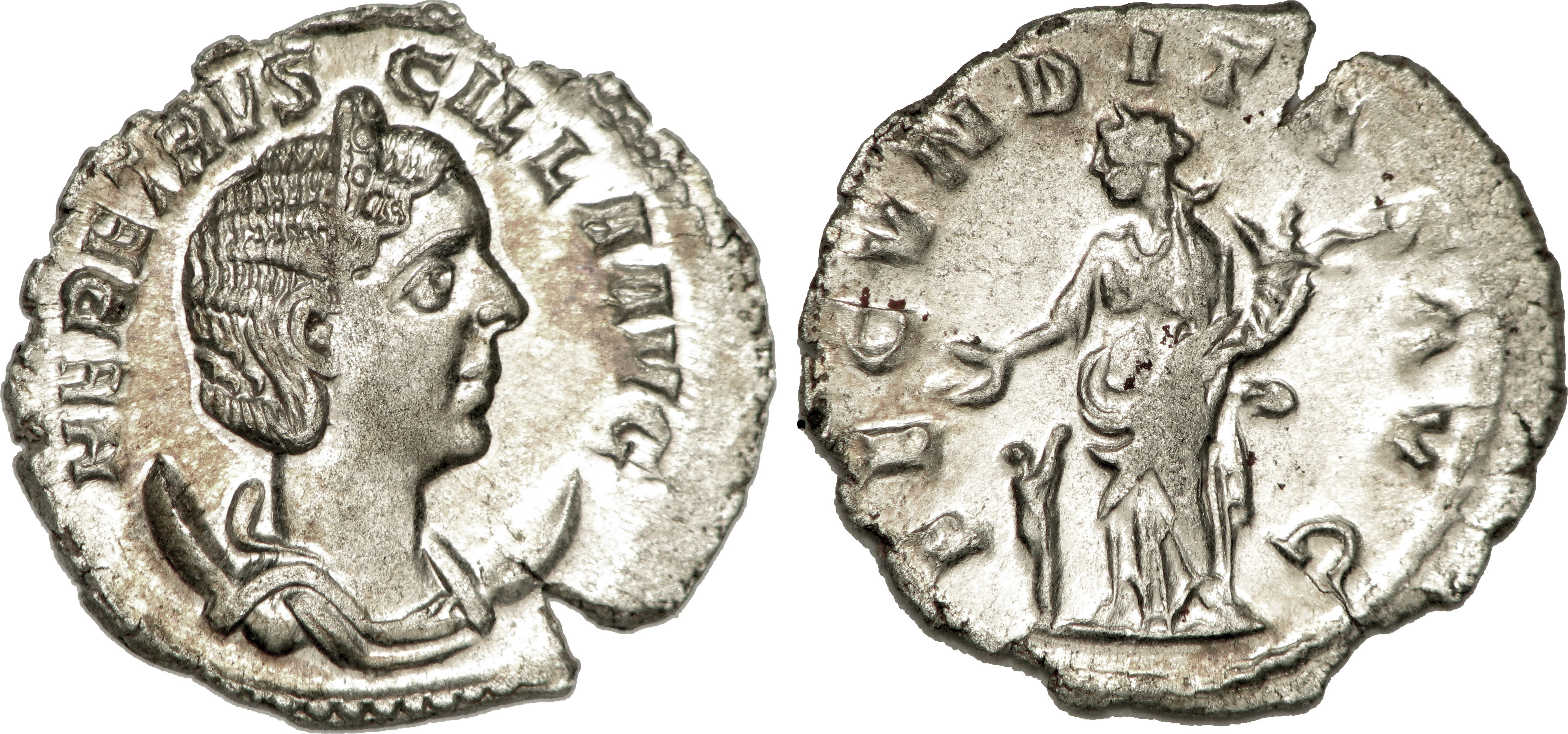
Изображение Фекундитас на антониниане с Гереннией Этрусциллой

Фекундитас (лат. Fecunditas) — древнеримская богиня плодовитости. К жрецам богини, которых называли луперки, обращались женщины с соответствующими просьбами. В ритуал входили удары по обнажённому телу ремнями из козлиной кожи. Принесение жертв Фекундитас также входило в компетенцию жреческой коллегии арвальских братьев.
Первое упоминание о храме Фекундитас относится ко времени правления Нерона, когда сенат постановил воздвигнуть храм в честь богини по случаю рождения у жены императора Поппеи Сабины ребёнка.
Фекундитас неоднократно помещали на монеты. Её изображали в виде матроны, окружённой или держащей на руках детей. Дополнительными атрибутами могли выступать скипетр, рог изобилия, ветвь и кадуцей.
Преимущественно Фекундитас появлялась на монетах с изображением на аверсе жены императора по случаю рождения у правящей четы ребёнка. Зачастую в таких случаях делалось указание в легенде «FECVNDITAS AVG[VSTAE]» (плодовитость императрицы). Эта богиня присутствует на монетах с изображением на аверсе следующих императриц и родственниц правящего монарха:
- жены Антонина Пия (138—161) Фаустины[7];
- жены Марка Аврелия (161—180) Фаустины[8];
- жены Коммода (177—192) Бруттии Криспины[9];
- жены Септимия Севера (193—211) Юлии Домны[10];
- матери Каракаллы (198—217) Юлии Домны[11];
- бабушки Гелиогабала (218—222) Юлии Месы[12];
- матери Александра Севера (222—235) Юлии Мамеи[13];
- жены Деция Траяна (249—251) Гереннии Этрусциллы;
- жены Галлиена (253—268) Корнелии Салонины[14].

Известны монеты на которых Фекундитас на реверсе соседствует с императором на лицевой части монеты. В таких случаях речь по всей видимости идёт о гибридных монетах.
В фашистской Италии Фекундитас в 1936 году вновь появилась на монете номиналом 5 лир. Она изображена с четырьмя детьми. Внизу фигуры помещены номинал, два года выпуска — один по стандартному григорианскому календарю, другой — прихода к власти в Италии фашистской партии. Монету для оборота выпускали всего лишь 2 года в 1936 и 1937. Ещё в течение 1938—1941 годах исключительно для нумизматов чеканили 20 экземпляров ежегодно.